# Bogorodica
Bogorodica (grč. Θεοτόκος Theotokos; strsl. Богородица) je jedan od naslova Djevice Marije, Isusove majke. Svetkovina Svete Marije Bogorodice u Katoličkoj Crkvi slavi se 1. siječnja.

## Povijest
Premda se koristio i ranije, ovaj je naziv službeno prihvaćen kao važeći za čitavu Crkvu na Efeškom saboru (431.), u jeku rasprava oko Kristove naravi i sukoba s nestorijanstvom. Naslov »Bogorodica« izriče uvjerenje da je Marija rodila, ne samo čovjeka Isusa, nego i pravoga Boga te da je Krist samo jedna osoba s dvjema neodvojivim naravima (Bogočovjek). Osobitu ulogu u teološkom definiranju ovog pojma imao je Ćiril Aleksandrijski.
Mariju nazivaju Bogorodicom pripadnici Katoličke i pravoslavnih crkava, kao i pripadnici Istočnih pravoslavnih crkava.
Prva crkva koja je na Zapadu bila posvećena Mariji Bogorodici bila je rimska crkva sv. Marije Velike (Santa Maria Maggiore).

## Vanjske poveznice
Ostali projekti
|  | Zajednički poslužitelj ima još gradiva o temi Bogorodica |